# Осада Смирны (1402)
Осада Смирны (декабрь 1402 года) — осада армией Тимура нижнего замка города Смирны (Измир), находившегося в руках госпитальеров. Тимур блокировал гавань и использовал камнемёты для обстрела стен. Защитники стреляли из луков и бросали зажигательные снаряды. Крепость защищали всего 200 рыцарей, тем не менее, им удалось продержаться две недели. Наружная стена была разрушена и тюрки ворвались внутрь. Жители были истреблены, спастись удалось немногим. Сам город был разрушен.

## Предыстория
В Смирне было две крепости — приморская, охранявшая гавань, и Кадифекале на месте древнего Акрополя. В 1328/29 году Смирна была захвачена Айдынидами, которые превратили её в базу для морских рейдов. Это стало причиной организации крестовых походов против пиратов, и в 1344 году приморская крепость Смирны перешла в руки христиан. Мусульмане (Айдыниды, а затем османы) удерживали Кадифекале (крепость на горе), но приморской замок позволял крестоносцам контролировать порт. С 1374 года за защиту Смирны отвечали госпитальеры, державшие в крепости свой гарнизон. Баязид несколько раз пытался отвоевать Смирну во время своих анатолийских походов, но не добился успеха. В 1400 году Тимур начал войну против Османской империи и в битве при Анкаре в июле 1402 года разбил османскую армию. В Европе эта победа была воспринята с радостью, однако госпитальеры прекрасно понимали, что следующей целью Тимура будет Смирна, как единственный христианский оплот на Эгейском побережье Малой Азии.
После битвы при Анкаре управляющий маоны в Новой Фокее отправил некоего Галеаццо в лагерь Тимура для переговоров. 22 сентября посланник вернулся, заключив с Тимуром соглашение о выплате дани. Госпитальеры были вынуждены отправить рыцаря, брата Доминика де Аламания, на Хиос, чтобы убедить управляющих не вступать в союз с Тимуром.

## Подготовка
Ещё до битвы при Анкаре госпитальеры постоянно укрепляли замок. В 1398 году под руководством брата Гийома де Мунте был прорыт ров поперёк мыса, чтобы отрезать замок от материка. В 1402 году гарнизон Смирны насчитывал 200 рыцарей. Хроники не упоминают имени кастеляна замка во время осады. Документы от 22 февраля, 8 марта и 2 мая 1402 года фиксируют, что в эти даты кастеляном замка Смирны был Инъиго де Альфаро. Назначение на должность происходило раз в год 1 марта. Это означает, что 1 марта 1401 года Инъиго был назначен на этот пост, и 1 марта 1402 года подтверждён в должности. По этой причине его считают кастеляном Смирны и в декабре 1402 года.
Ввиду угрозы нападения оплата рыцарям гарнизона была увеличена до 100 флоринов в год. Чтобы покрыть возросшие расходы на оборону Смирны, руководство ордена санкционировало экстраординарные сборы 20 000 флоринов от приоратов: 3200 из Сен-Жиля; 3000 из Франции; 2500 из Ампосты; 2500 из Англии; 2000 из Оверни; 2000 из Каталонии; 1500 из Кастилии и Леона; 1200 из Аквитании; 1000 из Германии и Богемии; 800 от Шампани; и 800 — из Тулузы. Приготовления к обороне летом 1402 года контролировались адмиралом Баффило Панизатти, который с 4 марта 1395 года был приором Барлетты, а адмиралом он был назначен до 5 июня 1402 года. В порт Смирны постоянно подвозились боеприпасы, провизия, деньги и подкрепления. Гарнизон был настроен решительно. Согласно тимуридским историкам, крепость считалась неприступной. Например, Ибн Арабшах писал: «Крепость находилась посреди моря, и взять её было невозможно. Она была самой непокорённой среди крепостей Джибала». Греки христиане, населявшие окрестности, укрылись в крепости.

## Осада
Тимур отправил двух посланников, мирзу Пир-Мухаммеда и шейха Нур эд-Дина, к рыцарям, предложив им либо обратиться в ислам, либо платить ему дань (джизью). Госпитальеры отвергли оба эти предложения. Буонаккуссо Гримани, критский посол к Великому магистру Филиберу де Наийяк, сообщал, что магистр посылал посольство к Тимуру. Согласно современнику событий, папскому нотариусу Дитриху из Нихайма, Смирну пощадили бы, если бы Инъиго поднял знамя Тимура на стенах, как ему советовал некий «христианский епископ». Имя этого епископа Дитрих не называет, возможно, это был Нахичеванский епископ Фрэнсис.
Тимур лично возглавил осаду, прибыв к Смирне «в субботу шестого джумада первого восемьсот пятого года» (2 декабря 1402 года). Он приказал «левой армии» и «правой армии», находившимся под командованием его внука мирзы Мухаммад-Султана и сына Мираншаха соответственно, присоединиться к нему. Согласно тимуридским историкам, Тимур приказал построить большую деревянную платформу на сваях, чтобы заблокировать вход в гавань, что заняло три дня. Дука, же, напротив, писал, что сами рыцари заранее заполнили гавань камнями, чтобы блокировать корабли. Центральная армия бомбардировала укрепления через ров с помощью камнемётов и засыпала ров. Большие крытые платформы с огромными деревянными колёсами подкатили к наружной стене. В каждой платформе могло разместиться 200 человек. Оснащённые лестницами, воины Тимура с платформ штурмовали стены. Силы нападавших насчитывали около 4000 человек. Согласно Шарафаддину Язди, «друг на друга пускали стрелы, камни, ядра, подобно дождю». Защитники оборонялись и «вели себя как сумасшедшие дьяволы». Нет указаний об использовании пороха, однако обе стороны использовали греческий огонь (горшки с горящей смесью на основе нефти). Увидев, что преодолеть сопротивление защитников не удаётся, Тимур приказал рыть подкопы под стены и башни. По словам Шарафаддина, «вынули камни, под основания башен крепости установили деревянные подпорки и затем подожгли их. И когда все брёвна сгорели, башни обрушились». Под деревянными подпорками Шарафаддин имел в виду фашины, пропитанные нефтью. В образовавшиеся проломы хлынули воины Тимура. Некоторым рыцарям удалось бежать на свои корабли, но большинство рыцарей и все христианские жители города были убиты. Осада длилась в общей сложности две недели. С Родоса были отправлены суда с подкреплением, но они прибыли, лишь чтобы увидеть «пустоту на месте Измира». По приказу Тимура головы убитых в Смирне христиан отрезали и воздвигли из них башни. Когда прибыли суда ордена, то часть голов зарядили в пушки и выстрелили в сторону судов. Как писал Ибн Арабшах, «в среду десятого числа месяца жумад ул-ахира 805 года по румийскому году в месяце канун ул-аввал (декабрь) шестого дня [Темур] взял эту крепость».

## Последствия
После падения Смирны генуэзскому форпосту в Старой Фокее угрожали силы Мухаммада Султана. Следуя примеру Новой Фокеи, он сдался без боя. Франческо II Гаттилузио, владыка острова Лесбос, также сдался Мухаммеду Султану и предложил выплатить дань. Генуэзские власти острова Хиос и османский принц Иса Челеби отправили в Аясолук к Тимуру посланников с изъявлением покорности. В результате Тимур получил контроль над двумя Эгейскими островами, хотя у него и не было военно-морского флота. Андреа Редусио де Керо в Chronicon Tarvisinum писал, что Тимур гордился завоеванием Смирны, поскольку османский султан так и не смог захватить её. После падения и разрушения Смирны Филиберт де Найллак воспользовался тем, что Тимур ушёл из Анатолии, а османское государство переживало междоусобные распри. Между 1402 и 1408 годами он занял земли древнего Галикарнаса, где построил замок Святого Петра (Петрунион (Petrounion), в искажённом виде турки произносили Бодрум, что означает «подземелье»). Эта крепость оставалась под контролем госпитальеров до 1523 года.
Потеря Смирны, такое важное событие для христианского мира, осталась практически незамеченной на Западе. За исключением краткого упоминания Дитрихом из Нихайма, хронисты либо не знали об осаде, либо не сочли событие значимым. Упоминания сохранились лишь в греческих (Дука, Халкокондил) и восточных (Шарафаддин Язди, Ибн Арабшах) источниках и истории ордена госпитальеров (Бозио). При этом историки Ордена по ошибке датировали осаду Смирны 1398 годом, поскольку они считали, что битва при Анкаре произошла в 1398 году.
Осада Смирны прояснила понимание военной мощи Тимура. Известие о потере Смирны к 28 февраля 1403 года достигло короля Мартина Арагонского через византийские каналы, и он написал Энрике III Кастильскому письмо, глубоко критикующее Тимура. В марте он обсудил идею борьбы против Тимуридов с авиньонским папой Бенедиктом XIII. В целом, однако, европейское отношение к Тимуру было положительным, так как он победил османов, которые десятилетиями угрожали Византийской империи (и Смирне).